# Câmpulung la Tisa
Câmpulung la Tisa là một xã thuộc hạt Maramureș, România. Dân số thời điểm năm 2002 là 2485 người.